# Вінчик (геральдика)
Вінчик — частина головного убору, схожа на діадему або віночок. Слово вінчик також використовується для позначення основи в короні або коронки з або без ковпачка. Діадема і вінчик часто використовуються як взаємозамінні, а «відкриті коронки», що не мають арок (на відміну від « закритих корон»), також називаються обручами. По- грецьки це відомо як стефанос, а латиною як corona aperta, хоча стефанос більше асоціюється з лавровими вінками та терновим вінцем, який, як кажуть, був покладений на голову Ісуса.

Герб лорда Грея з Коднора, ОБІ

У геральдиці навколо щита носія може бути розміщений коло лицарського ордену, що означає членство в певному ордені. У британській геральдиці це стосується ступенів Командор і вище (тобто Кавалер-командорів і лицарів Великого хреста).